# Mollie Orshansky

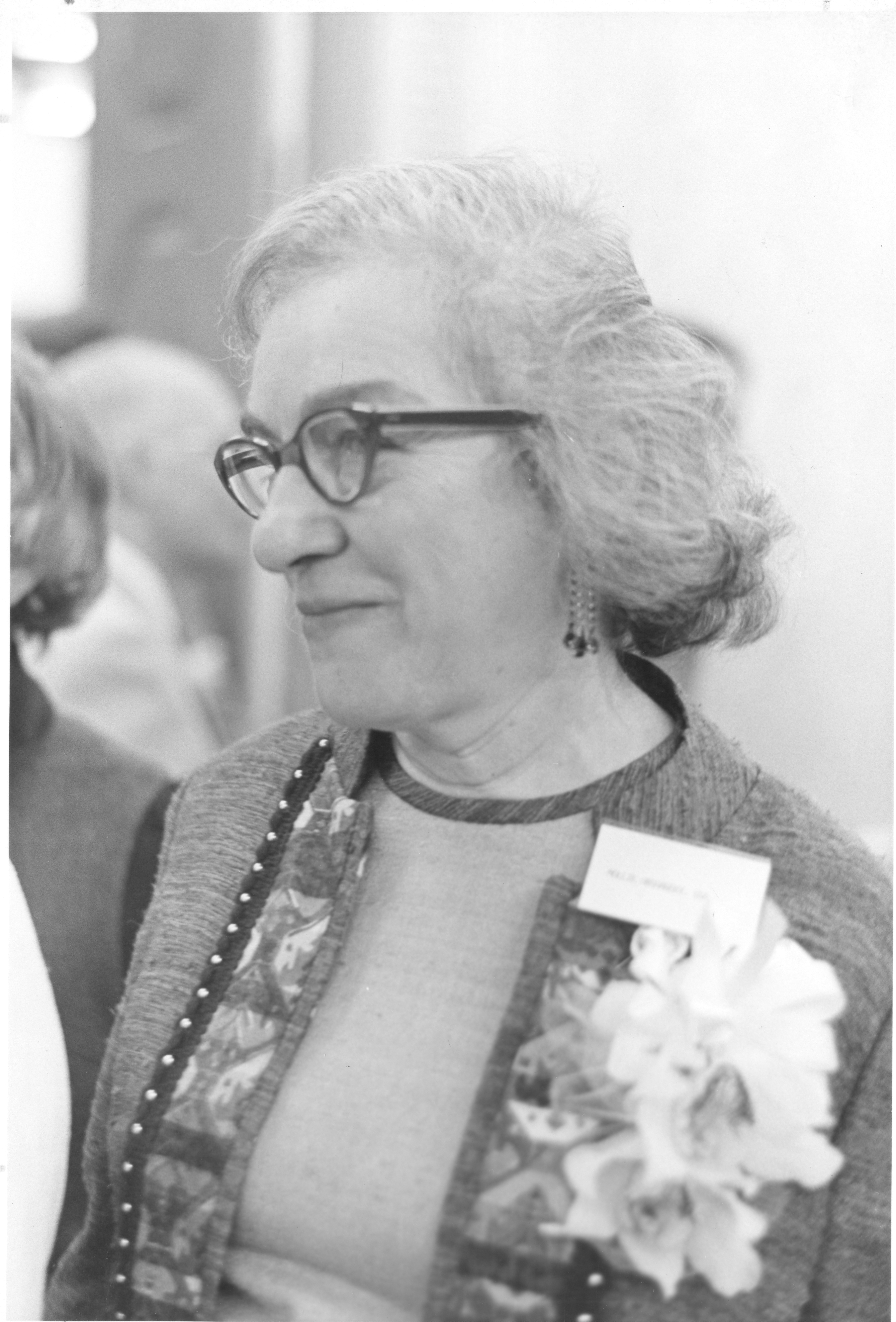
Mollie Orshansky, 1967

Mollie Orshansky (* 9. Januar 1915 in New York City, USA; † 18. Dezember 2006 in Manhattan, USA) war eine US-amerikanische Wirtschaftswissenschaftlerin und Statistikerin. Sie entwickelte die Orshansky Poverty Thresholds (Orshansky-Armutsschwellen), die in den Vereinigten Staaten als Maß für das Einkommen verwendet werden, das ein Haushalt nicht überschreiten darf, um als arm zu gelten.

## Leben und Werk
Orchansky war die dritte der sechs Töchter des Schlossers Samuel Orshansky und seiner Frau Fannie. Ihre jüdischen Eltern waren aus der Ukraine in die Vereinigten eingewandert und lebten in der Bronx. Sie wurde in die Hunter College High School aufgenommen und nach ihrem Abschluss studierte sie ab 1931 Mathematik und Statistik am Hunter College. 1935 erhielt sie dort ihren Bachelor-Abschluss und absolvierte anschließend ein Aufbaustudium an der American University in Washington, D.C. Hier studierte sie Wirtschaft und Statistik an der Graduate School des Landwirtschaftsministeriums.
1939 wurde sie wissenschaftliche Mitarbeiterin im Federal Children’s Bureau und führte statistische Analysen zu Gesundheit, Wachstum und Ernährung von Kindern durch. 1942 war sie als Statistikerin bei dem New Yorker Gesundheitsministerium bei der Entwicklung einer Studie über das Auftreten und die Behandlung von Lungenentzündungen beteiligt. Ab 1945 verbrachte sie 13 Jahre im Landwirtschaftsministerium. Sie sammelte und analysierte Aufzeichnungen über Haushaltsausgaben und Lebensmittelverbrauch. Von 1951 bis 1953 arbeitete sie dort für das US Wage Stabilization Board als Direktorin der Programmstatistikabteilung. Hier plante und leitete sie das Statistikprogramm des Boards. Von 1953 bis 1958 kehrte sie als Lebensmittelökonomin in das Landwirtschaftsministerium zurück, wo sie für das Sammeln und Analysieren von Daten über Lebensmittelverbrauch und Lebensmittelausgaben von Haushalten in den Vereinigten Staaten verantwortlich war.
Orshansky arbeitete ab 1958 als Social Science Research Analyst im Amt für Forschung und Statistik der Social Security Administration. 1963 wurde sie beauftragt, ein internes Forschungsprojekt zum Thema „Armut, wie sie Kinder betrifft“ durchzuführen. Zu dieser Zeit gab es kein allgemein akzeptiertes Armutsmaß, also entwickelte sie für das Projekt ihr eigenes Armutsmaß. Sie benutzte hierfür den Economy Food Plan, der 1961 in den USA eingeführt worden war. Im Juli 1963 veröffentlichte sie die Ergebnisse ihres Forschungsprojekts in einem Social Security Bulletin den Artikel „Children of the Poor“, in dem sie auch die ursprüngliche Version ihrer Armutsgrenzen beschrieb.
Bis zum Ende des Jahrzehnts hatte Lyndon B. Johnson ihre Armutsschätzungen in seinen Wirtschaftsbericht des Präsidenten aufgenommen, das Office of Economic Opportunity hatte ihre Methoden zur Bestimmung der Eignung für seine Programme übernommen, und das Bureau of the Budget hatte angeordnet, dass das Bundesamt für Statistik ihre Definitionen und Methoden bei der Berichterstattung über Armut verwendete.
In den folgenden Jahren bis zu ihrer Pensionierung im Jahr 1982 wandte Orshansky weiterhin Statistiken zur Armutsmessung an. 1976 wurde sie mit dem  Distinguished Service Award des Ministeriums für Gesundheit, Bildung ausgezeichnet. Sie erhielt weitere Auszeichnungen von der Social Security Administration, der American Statistical Association und der American Political Science Association.
Sie starb im Alter von 91 Jahren in ihrem Haus in Manhattan an einem Herz-Lungen-Stillstand und wurde auf dem Mount Lebanon Cemetery in Glendale, Queens, beigesetzt.